# Sipos Jenő (szóvivő)
Sipos Jenő (Szombathely, 1959. július 4. –) kommunikációs vezető, újságíró, szóvivő.

## Pályafutása
Szombathelyen született, édesapja vámhivatal parancsnok volt, akit Gyöngyösre helyeztek át. Édesanyja Imregi Mária egészségügyi dolgozóként a gyöngyösi Bugát Pál Kórházban dolgozott. Az általános iskola elvégzése után a Vak Bottyán János ipari szakközépiskolában érettségizett Gyöngyösön. Egy testvére van. 
Katonaság után került Budapestre, ahol a Vám- és Pénzügyőrségnél kezdett dolgozni, mellette  a Pénzügyőr csapatában futballozott (1979–1982).
1983–1985 között nyomozó a BRFK-nál.
A Vám- és Pénzügyőrségnél 1994-től helyettes szóvivő, 2000-től a kommunikációs osztály vezetője és a VPOP szóvivője.
2013. decembertől a Magyar Labdarúgó Szövetség szóvivője.
Életéről és munkájáról A szóvivők c. könyvben részletesen mesél. 2019 óta országos könyvbemutatókon, roadshow-kon a könyv írójával, Szabó Gabi Micivel és szóvivő társakkal talkshow formájában mutatják be a szóvivők világát, szakmáját. A Jövő Kommunikációja Alapítvány kuratóriumi tagjaként kommunikációs és szóvivőképzéseken gyakran tart előadást.

## Tagságok
- Albert Alapítvány elnökségi tag
- Gyöngyösi Baráti Kör elnökségi tag
- Jövő Kommunikációja Alapítvány kuratóriumi/elnökségi tagja
- Magyar Pálinka Lovagrend tagja

## Díjak, elismerések
- Szavak Embere díj – 2006
- Legjobb Rendészeti Kommunikátor díj – 2008
- A Magyar Köztársasági Érdemrend lovagkeresztje – 2009
- Magyar Rendvédelemért díj – 2023
- Heves Vármegye Príma díj – 2023